# Cốc Đức Chiêu
Cốc Đức Chiêu (tiếng Anh: Vincent Kok Tak-chiu, tiếng Trung: 谷德昭, sinh ngày 15 tháng 8 năm 1965) là một nam diễn viên, đạo diễn kiêm nhà biên kịch phim người Hồng Kông gốc Hoa. Những khán giả xen phim đều biết đến ông thông qua các tác phẩm mà ông hợp tác với Châu Tinh Trì như Thần ăn, Đội bóng Thiếu Lâm hay Siêu khuyển thần thông.
Dù đa phần các bộ phim của ông đều đóng vai trò là đạo diễn kiêm nhà biên kịch, tuy nhiên ông cũng có tham gia một số bộ phim với tư cách là nhà sản xuất, chủ yếu là những bộ phim hài.

## Danh sách phim
- Love on Delivery (1994)
- The God of Cookery (1996)
- Troublesome Night 2 (1997)
- Troublesome Night 3 (1998)
- Shaolin Soccer (2001)
- Marry a Rich Man (2002)
- My Lucky Star (2003)
- It's a Wonderful Life (2007)
- Adventure of the King (2010)
- Frozen (2010)
- Echoes of the Rainbow (2010)
- Fortune King Is Coming to Town (2010)
- Love in a Puff (2010)
- Mr. & Mrs. Incredible (2011)
- Magic to Win (2011)
- All's Well, Ends Well 2012 (2012)
- Love in the Buff (2012)
- Vulgaria (2012)
- Love is... Pyjamas (2012)
- Hotel Deluxe (2013)
- Hello Babies (2014)
- Overheard 3 (2014)
- Full Strike (2015)
- House of Wolves (2016)
- All My Goddess (2017)
- Two Wrongs Make a Right (2017)
- Keep Calm and Be a Superstar (2018)
- A Home with a View (2019)
- All U Need Is Love (2021)